# Papp Zsigmond (politikus)
Nagy-somkúti Papp Zsigmond, Sigismund Pop (Nagysomkút vagy Belényes, 1817 – Budapest, 1889. október 8.) kővár-vidéki főkapitány, országgyűlési képviselő, septemvir.

## Élete
A gimnáziumba Belényesen és Nagyváradon járt, az utóbbi helyen 1834-ben kezdte jogi tanulmányait a magyar királyi akadémián; mindenütt kitűnő eredménnyel. 1836-ban már a pesti központi papnevelő-intézetben tanult, ahova Vulcanu nagyváradi püspök küldte. Itt az egyházirodalmi iskolának tagja is volt. 
1841. április 11-én fölszenteltetett, azután püspöke a belényesi gimnáziumhoz nevezte ki tanárnak. 
1848-ban odahagyva tanári állását, a politikai térre lépett és tehetségeit fölajánlotta a magyar kormánynak, mely kővárvidéki kapitánynak kinevezte. 1848-49-ben Zaránd vármegye, 1865-73-ban Naszód vidékének országgyűlési képviselője volt és hazafias szellemben több beszédet tartott.

## Munkája
- Predice pe serbatori dominece. Pest, 1847 (Szent beszédek)

Alapitotta és szerkesztette a Concordia c. politikai s irodalmi lapot 1861-től 1871-ig Pesten, melyben az addig használatban volt cirill betűk helyett a latin betűket vette használatba; az Amiculu poporului (Nép barátja) c. hetilapot 1863-tól 1870-ig szintén Pesten.